# 1457
Пізнє Середньовіччя •  Відродження •  Реконкіста •  Ганза •  Ацтецький потрійний союз •  Імперія інків

## Геополітична ситуація
Османську державу очолює Мехмед II Фатіх (до 1481). Імператором Священної Римської імперії є Фрідріх III (до 1457). У Франції королює Карл VII Звитяжний (до 1461).
Апеннінський півострів розділений: північ належить Священній Римській імперії, середню частину займає Папська область, південь належить Неаполітанському королівству. Деякі міста півночі: Венеція, Флоренція, Генуя тощо, мають статус міст-республік.
Майже весь Піренейський півострів займають християнські Кастилія і Леон, де править Енріке IV (до 1474), Арагонське королівство на чолі з Альфонсо V Великодушним (до 1458) та Португалія, де королює Афонсо V (до 1481). Під владою маврів залишилися тільки землі на самому півдні.
Генріх VI є королем Англії (до 1461), королем Данії, Норвегії та Швеції — Кристіан I (до 1481). У Польщі королює, а у Великому князівстві Литовському княжить Казимир IV Ягеллончик (до 1492).
Частина руських земель перебуває під владою Золотої Орди. Галичина входить до складу Польщі. Волинь належить Великому князівству Литовському. Московське князівство очолює Василь II Темний.
На заході євразійських степів від Золотої Орди відокремилися Казанське ханство, Кримське ханство, Ногайська орда. У Єгипті панують мамлюки, а Мариніди — у Магрибі. У Китаї править династія Мін. Значними державами Індостану є Делійський султанат, Бахмані, Віджаянагара. В Японії триває період Муроматі.
У Долині Мехіко править Ацтецький потрійний союз на чолі з Монтесумою I (до 1469). Цивілізація майя переживає посткласичний період. В Імперії інків править Панчакутек Юпанкі.

## Події
- 24 лютого засновано (перша писемна згадка) село Репинне, Міжгірського району Закарпатської області, Україна.
- Перша писемна згадка про село Турівку (нині Підволочиського району Тернопільської області)
- Перша писемна згадка про село Клузів Тисменицького району Івано-Франківської області.
- Молдавським господарем став Штефан III Великий.
- Карла VIII Кнутсона позбавлено шведського трону. Шведську корону запропонували данському й норвезькому королю Кристіану I, відновлюючи Кальмарську унію.
- Після смерті Ладіслава Постума, імператор Священної Римської імперії Фрідріх III успадкував Нижню Австрію. Престоли Угорщини та Чехії стали вакантними.
- Скандербег завдав нової поразки туркам у битві поблизу Альбулени.
- У німецькому місті Майнц надруковано Псалтир, першу книгу, на котрій було вказано імена видавців — ними були Йоганн Фауст і Петер Шаффер.
- Чжу Цічжень повернувся на трон династії Мін.

## Народились
- 28 січня — Генріх VII, король Англії (1485-1509), засновник династії Тюдорів.